# Amélie-Julie Candeille
Amélie-Julie Candeille (Parigi, 31 luglio 1767 – Parigi, 4 febbraio 1834) è stata un'attrice, commediografa e compositrice francese.

## Biografia
Figlia di Pierre-Joseph Candeille, Amélie-Julie Candeille nacque nella parrocchia di Saint-Sulpice nel 1767 e studiò canto e clavicembalo sin dall'infanzia. Si affermò come bambina prodigio, esibendosi a soli sette anni davanti al re e (a detta sua) insieme all'adolescente Mozart a tredici anni. Il 27 dicembre 1782, appena quindicenne, esordì all'Académie royale de Musique come protagonista dell'Iphigènie en Aulide. L'anno dopo esordì ai Concert Spirituel, suonando un concerto di Muzio Clementi, mentre a diciassette anni portò al debutto in pubblico una propria composizione per clavicemballo. Visto lo scarso successo come musicista e cantante lirica, si dedicò al teatro e nel 1785 fece il suo debutto alla Comédie-Française come Ermione nell'Andromaca di Racine.
Lo scoppio della Rivoluzione francese la vide impegnata nel ruolo di Mirza ne L'heureux naufrage, opera di denuncia di Olympe de Gouges contro lo schiavismo nelle colonie francesi. Dopo le deludenti recensioni con la Comédie-Française, lasciò Parigi per recitare nelle province e, di ritorno nella capitale nel 1791, recitò con successo al Théâtre des Variétés Amusantes e al Théâtre de la République. Favorevole agli ideali della Rivoluzione, Candeille si guadagnò il rispetto della nuova classe dirigente (fu, forse, l'amante di Pierre Victurnien Vergniaud) e la popolarità tra il pubblico, tanto che Fabre d'Églantine avrebbe scritto per lei la romanza Je t'aime tant, musicata da Pierre-Jean Garat.
Nel 1792 ottenne il suo primo grande successo come commediografa con Catherine, ou La belle fermière, portata al debutto al Théâtre des Variétés. Candeille scrisse il libretto, i testi e le musiche dell'opera, interpretando anche la protagonista ed eseguendo personalmente in scena le musiche da lei composte per arpa e clavicembalo. L'opera ebbe la sua prima durante il processo a Luigi XVI e fu rappresentata oltre centocinquanta volte nei trentacinque anni seguenti. Tuttavia, Candeille non riuscì mai a replicare il successo di Catherine: dopo il discreto successo di Bathilde ou le duo (1793), ottenne clamorisi insuccessi con La Byadère e Commissionnaire (1795).
Nel 1794 sposò il giovane dottore Louis-Nicolas Delaroche, ma il matrimonio terminò con il divorzio tre anni dopo. Nel 1798, mentre si trovava in Belgio per portare in scena Catherine, Candeille conobbe e sposò l'uomo d'affari Jean Simons. Tornò a Parigi nei primi anni del XIX secolo e, pur avendo abbandonato l'attività sulle scene, continuò a comporre, ottenendo un modesto successo nel 1807 con l'opera comica Ida ou l'orpheline de Berlin. Durante i cento giorni di Napoleone si rifugiò in Inghilterra, dove suonò in diversi concerti con Johann Baptist Cramer, Giovanni Battista Viotti e Charles Philippe Lafont. Dopo aver ottenuto una generosa pensione da Luigi XVIII, tornò a Parigi nel 1816. Rimasta vedova nel 1822, si risposò con il pittore Antoine-Hilaire-Henri Périé, con cui si trasferì a Nîmes, dove si dedicò alla composizione e alla scrittura delle sue memorie.
Rimasta nuovamente vedova nel 1833, tornò a Parigi, dove morì l'anno dopo.

## Opere
- Catherine, ou la Belle fermière, 1792.
- La Bayadère, ou le Français à Surate, 1793.
- Ida, ou l'orpheline de Berlin
- Louise, ou la réconciliation
- Lydie, ou les mariages manqués, 1809.
- Bathilde, reine des Francs, 1814.
- Vers sur la bonté.
- Justification de Julie Candeille en réponse à Audiffret.
- Souvenirs de Brighton, Londres et Paris, Paris, 1818.
- Agnès de France, ou le douzième siècle, Paris, 1821.